# Voorzitter

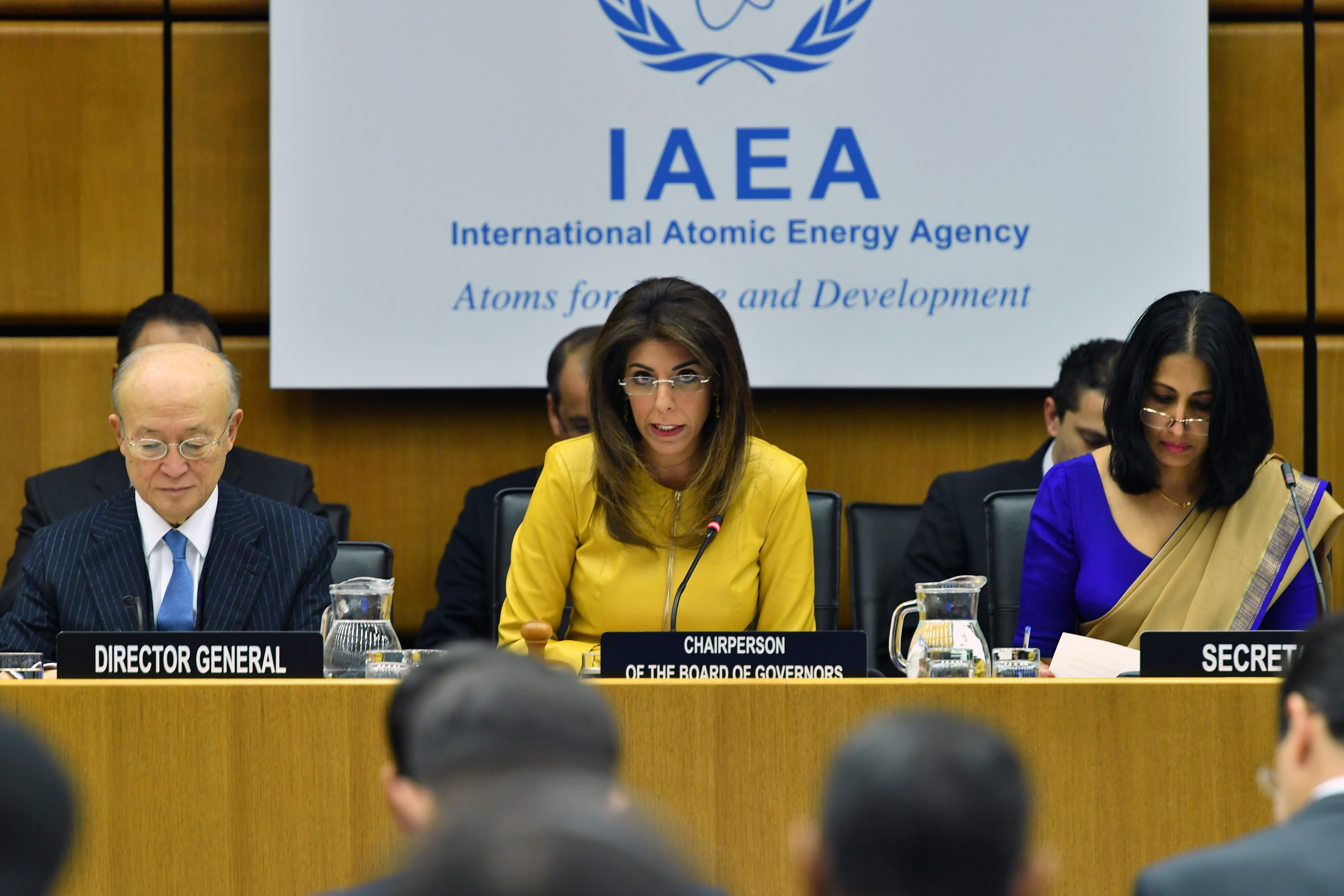
Ambassadeur Leena Al-Hadid van Jordanië zit een vergadering van het Internationaal Atoomagentschap voor in 2018

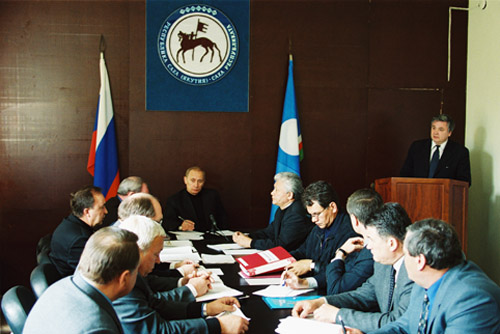
Vladimir Poetin zit een conferentie over overstromingen in Jakoetië voor in 2001

Mao Zedong was voorzitter van de communistische partij en daarmee de leider van China

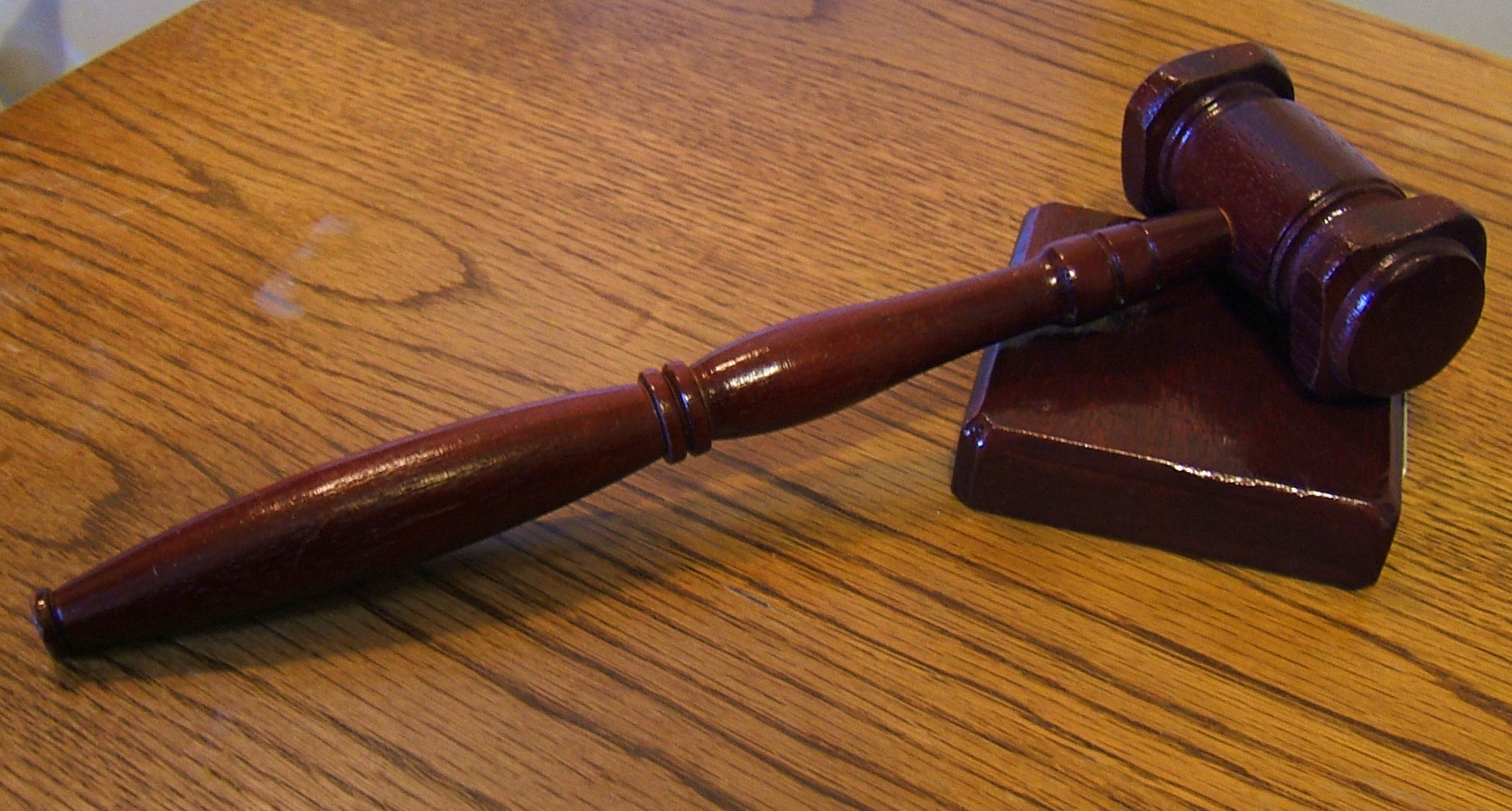
Voorzittershamer.

Een voorzitter is de leider van een organisatie, variërend van verenigingen en stichtingen tot fracties, commissies, internationale organisaties en soms ook een staat.
De voorzitter leidt het dagelijks bestuur van de organisatie, dat in het algemeen ten minste bestaat uit een voorzitter, een secretaris en een penningmeester. Deze leidt ook andere vergaderingen, zoals plenaire vergaderingen.
De voorzitter hanteert soms een voorzittershamer om de orde tijdens vergaderingen te bewaren. Een goede voorzitter gebruikt zijn hamer zelden. Vaak alleen om de vergadering officieel te openen of te sluiten. De hamer is dan ook van symbolische waarde, het uiterlijke kenmerk van het voorzitterschap.
Een ad-hocleider van een vergadering wordt ook vaak voorzitter genoemd. Deze wordt dan vaak ter onderscheid van de algemene voorzitter weleens technisch voorzitter of vergadervoorzitter genoemd.
Binnen sommige verenigingen waaronder studentenorganisaties draagt de voorzitter weleens een voorzitterslint of praeseslint. In sommige studentenverenigingen dragen de overige bestuursleden bestuurslinten (deze zijn wel vaak dunner en minder luxueus). In België is het woord senior een vaak gebruikt synoniem.

## Verschillende namen

### Preses en praeses
Preses, vaak nog in oude spelling als praeses geschreven, en uitgesproken als /preeses/, is overgenomen uit het Latijn en betekent letterlijk voorzitter. Deze benaming wordt vaak, maar niet uitsluitend, gebruikt binnen studentenverenigingen en studentenclubs en studieverenigingen. Bij studentenverenigingen wordt vaak de schrijfwijze praeses gebruikt, maar het Groene Boekje schrijft sinds 1995 preses. In Nederland wordt het ook gebruikt bij kerkelijke vergaderingen om de voorzitter aan te duiden.

### Specifiekere namen
Een voorzitter heeft in verscheidene organisaties een specifiekere aanduiding:
- president bij een republiek
- secretaris-generaal
  - secretaris-generaal van een Nederlands ministerie
  - secretaris-generaal van de NAVO
  - secretaris-generaal van de Verenigde Naties
- minister-president of premier bij de ministerraad
- commissaris van de Koning bij een provincie in Nederland
- provinciegouverneur bij een provincie in België
- gouverneur van een Romeinse provincie
- burgemeester bij een gemeente
- dijkgraaf of watergraaf bij een waterschap
- gezaghebber bij een eilandgebied
- decaan bij een faculteit van een universiteit
- rector of rectrix bij een middelbare of hoge school (in Nederland); bij een universiteit (in België)
- rector magnificus bij de academische senaat of college van decanen van een universiteit
- stafhouder of stafhoudster bij de orde der advocaten in België
- pretor bij de Nederlandse Hervormde Kerk
- deken bij een kapittel van kanunniken
- moderator bij een synode
- voorzittend bisschop bij de synode der Vrij-Katholieke Kerk
- preses bij de voorzitter van een studentenvereniging